# Церковь Святого Игнатия Лойолы (Интрамурос)

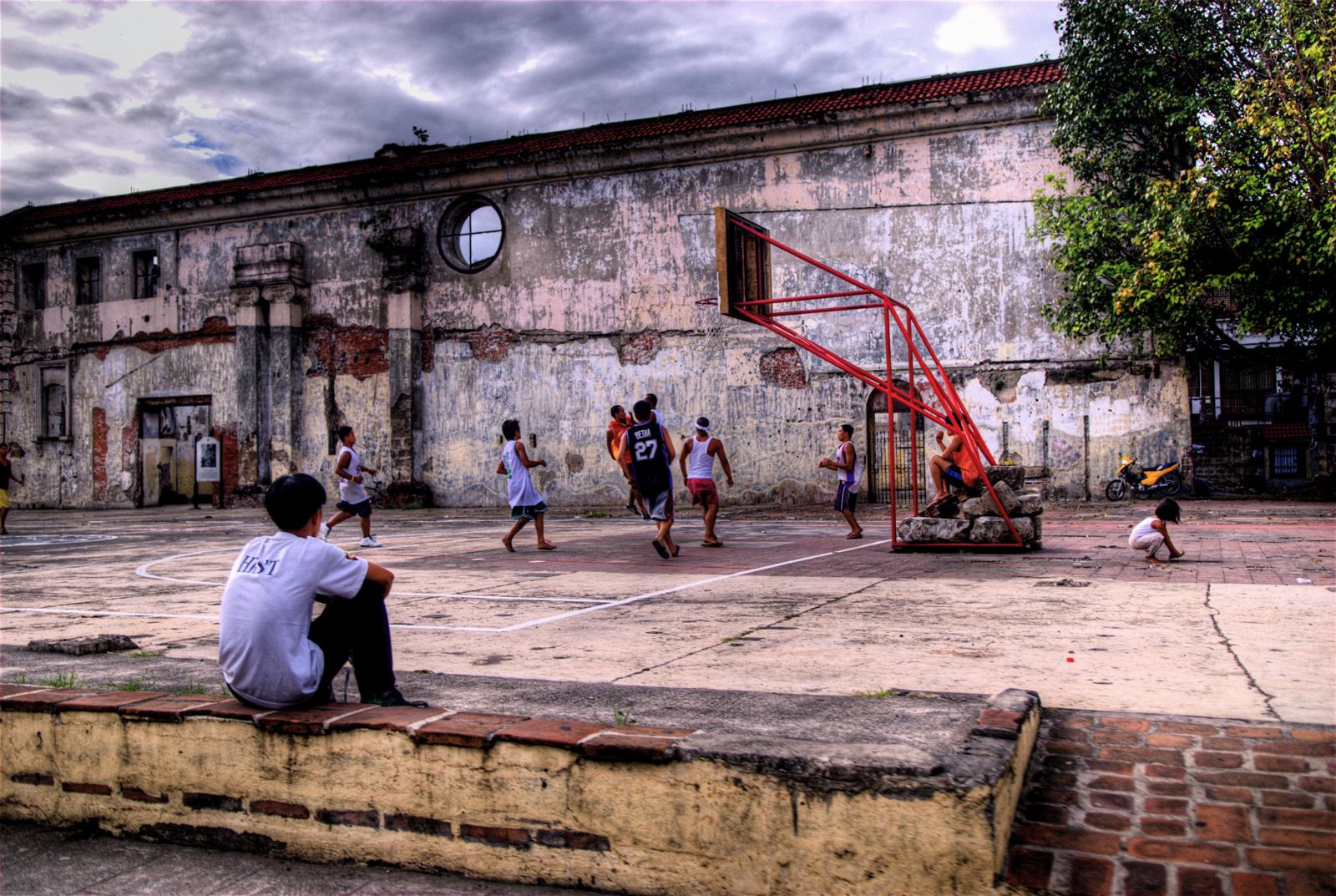
Руины храма святого Игнатия Лойолы Интрамурос

Церковь Святого Игнатия (исп.  Iglesia de San Ignacio) — руины католической церкви, которые находятся в историческом манильском районе Интрамурос, Филиппины. Бывший храм был освящён в честь святого Игнатия Лойолы.

## История
Иезуиты построили в Маниле два храма, посвящённых Игнатию Лойоле. Первый из них был построен около дворца «Calle Real del Palacio» (сегодня на этом месте располагается университет Манилы). Второй храм Святого Игнатия Лойлы был построен около гостевого дома архиепископа и куриальной канцелярии, рядом с резиденцией архиепископа Arsobispado, являющейся самым старым епископских дворцов на Филиппинах.
На территории современного университета Манилы располагались три храма, построенные между 1587 и 1879 годами. Первый деревянный храм Святого Игнатия Лойолы, строительство которого началось в 1587 году по проекту итальянского иезуита-архитектора Джиантонио Кампиони, был окончательно построен в 1632 году. Второй храм во имя святой Анны строился по проекту архитектора Антонио Седеньо между 1690 и 1596 годами. Он был разрушен во время землетрясения 1600 года. Строительство третьего храма во имя святого Игнатия Лойолы по проекту архитектора Феликса Рохаса началось в 1626 году и завершилось в 1632 году. После того, как иезуиты были изгнаны из Филиппин, два оставшихся храма святого Игнатия Лойолы на месте современного манильского университета стали постепенно разрушаться. Деревянный храм полностью сгорел во время пожара. Землетрясение 1852 года значительно повредило каменный храм. Был разрушен второй этаж храма и сильно пострадал фасад храма. После землетрясения осталась в сохранности стена фасада и первый этаж внутреннего пространства. Позже храм использовался испанскими войсками в качестве казармы и в нём располагался штаб-квартира американского 31-го пехотного полка.
В 1879 году иезуиты использовали строительный материал разрушенного храма для строительства нового храма во имя святого Игнатия Лойолы в окрестностях резиденции архиепископа. Этот новый храм был разработан по проекту архитектора Феликса Рохаса. Внутренний интерьер был сделан художником Агустином Саесом. Строительство нового храма около резиденции архиепископа завершилось в 1889 году.
Пострадавший во время землетрясения 1852 года храм святого Игнатия окончательно был разрушен во время бомбардировки американской авиацией в 1945 году. В настоящее время на территории руин ведутся работы по организации музея на открытом воздухе.
Бывшая церковь по своей архитектуре имеет смешанный стиль. Начала строиться архитектором Джиантонио Кампиони и была завершена архитектором Феликос Рохасом, который внёс неоклассические элементы, наиболее заметные в настоящее время. Тем не менее барочные элементы архитектуры в стиле ренессанс сохранились на внутренних аркадах галереи и на порталах из белого каррарского мрамора.
На фасаде укреплена информационная табличка:
| San Ignacio Church |
| --- |
| HERE ONCE STOOD THE SECOND SAN IGNACIO CHURCH AND THE CASA MISSION OF THE JESUIT ORDER. BUILT FROM 1878 TO 1889. DESIGNED BY FIRST FILIPINO ARCHITECT FELIX ROXAS, SR. NEO-CLASSICAL IN STYLE WITH TWO TOWERS. CONSTRUCTED UNDER THE DIRECTION OF JESUIT PRIEST FRANCISCO RIERA. INTERIOR FAMOUS FOR WOODWORK BY RENOWNED FILIPINO SCULPTOR ISABELO TAMPINGCO AND STUDENTS. DESTROYED DURING THE BATTLE OF MANILA IN 1945. CONVERTED INTO AN OFFICE AND WAREHOUSE AFTER WORLD WAR II. |